# Андре Кариљо
Андре Кариљо (шп. André Martín Carrillo Díaz; 14. јун 1991, Лима, Перу) јесте перуански фудбалер који тренутно наступа за саудијски клуб Ал Хилал и репрезентацију Перуа.

## Каријера
Године 2007. играо је у млађим категоријама Алијансе из Лиме. Средином 2009. године усталио се у првом тиму Алијансе. 5. децембра, дебитовао је на утакмици Премијер лиге Перуа против Универсидада Сесар Ваљеха (2:2). Дана 13. фебруара 2011. постигао је свој први гол на професионалном нивоу, против Унион Комерсија (4:1). За само две сезоне у Примери, играо је у 21 утакмици, постигао 3 гола.
Дана 6. јуна 2011. године прешао је у португалски Спортинг за 1,5 милиона евра, потписавши петогодишњи уговор. Током овог периода успео је да одигра за лисабонски клуб 118 утакмица у националном првенству, освојио куп и суперкуп Португала 2015. године.
Дана 2. фебруара 2016. године Кариљо је потписао петогодишњи уговор са Бенфиком, који је ступио на снагу 1. јула 2016. године како би завршио уговор са Спортингом. Од 2017. године је био на позајмици у енглеском Вотфорду.

## Репрезентација
Дана 28. јуна 2011. године дебитовао је за репрезентацију Перуа у пријатељском мечу против Сенегала (1:0).
На Светском првенству 2018. године, постигао је гол у трећем колу против Аустралије.

### Голови за репрезентацију
Голови Кариља у дресу са државним грбом
| #  | Датум            | Место       | Противник         | Гол | Резултат | Такмичење                                |
| -- | ---------------- | ----------- | ----------------- | --- | -------- | ---------------------------------------- |
| 1. | 15. август 2012. | Сан Хосе    | Костарика         | 1:0 | 1:0      | Пријатељска                              |
| 2. | 3. јул 2015.     | Консепсион  | Парагвај          | 1:0 | 2:0      | Копа Америка 2015.                       |
| 3. | 23. март 2017.   | Матурин     | Венецуела         | 1:2 | 2:2      | Квалификације за Светско првенство 2018. |
| 4. | 23. март 2018.   | Мајами      | Хрватска          | 1:0 | 2:0      | Пријатељска                              |
| 5. | 3. јун 2018.     | Санкт Гален | Саудијска Арабија | 1:0 | 3:0      | Пријатељска                              |
| 6. | 26. јун 2018.    | Сочи        | Аустралија        | 1:0 | 2:0      | Светско првенство 2018.                  |

## Највећи успеси

### Спортинг Лисабон
- Куп Португала (1) : 2014/15.
- Суперкуп Португала (1) : 2015.

### Бенфика
- Првенство Португала (1) : 2016/17.
- Куп Португала (1) : 2016/17.
- Суперкуп Португала (1) : 2016.

### Ал Хилал
- Суперкуп Саудијске Арабије (1) : 2018.

### Репрезентација Перуа
- Копа Америка : треће место 2011, 2015.